# Markegem
Markegem is een dorp in de Belgische provincie West-Vlaanderen en een deelgemeente van Dentergem, het was een zelfstandige gemeente tot aan de gemeentelijke herindeling van 1977.

## Etymologie
De naam Markegem is de samenvoeging van een persoonsnaam en de -heim (woonplaats) uitgang. De naam wijst op een Germaanse oorsprong en werd voor het eerst vermeld in 1103.

## Geschiedenis
Een geslepen bijl, afkomstig uit de werkplaatsen van Le Grand-Pressigny, zou op laat-neolithische bewoning kunnen wijzen. In de omgeving werd ook een laat-neolithisch dorp en een ringvormige structuur aangetroffen. Ook werden scherven van Romeinse dakpannen aangetroffen.
De oudste vermelding gaat terug tot 1103, toen opnieuw bevestigd werd dat de parochiale rechten (voor 2/3) toebehoorden aan de Noord-Franse Sint-Amandsabdij te Saint-Amand-les-Eaux. Als tussenschakel fungeerde vanaf de 10e eeuw de Sint-Amandsproosdij van Kortrijk. 

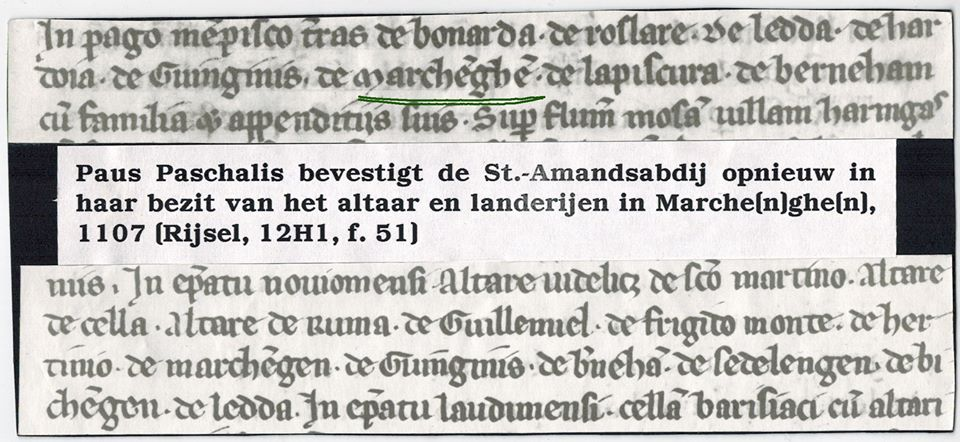
1107: Marche(n)ghe(n)

Wellicht al sinds koning Dagobert werd Markegem in de jaren 630 kerkelijk gelinkt met het uitgestrekte Wingene. Met de feodalisering vanaf de tweede helft van de 9de eeuw werd de latere dorpsheerlijkheid (met de kerk erop) vastgehecht aan de heerlijkheid het Sint-Amandsche in Wingene. De dorpsheerlijkheid werd afgesplitst uit het grotere Sint-Amandsgebied met de grote hoeve Ronneck/Ronneke, waarvan de naam van Keltische oorsprong zou zijn en verwijzen naar een ringvormige versterking, waarvan de overblijfselen inderdaad ooit aanwezig zijn geweest. In de vroege middeleeuwen vonden van deze omgeving uit Frankische ontginningen plaats.
Er bevonden zich twee kastelen op het grondgebied van Markegem: kasteel Ter Hoyen en kasteel Te Ronneke. Beide zijn goeddeels verdwenen.
In 1566 werd de kerk verwoest tijdens de godsdiensttwisten. Verdere schade werd aangericht door de Franse troepen (1644). Ook tijdens de Negenjarige Oorlog, de Spaanse Successieoorlog en de Oostenrijkse Successieoorlog werd schade aangericht. De Vrede van Aken (1748) bracht een periode van voorspoed. De vlas- en linnennijverheid, vanaf de 14e eeuw in de streek aanwezig, leidde in de 18e eeuw tot huisnijverheid, met name in de weverij. Eind 19e eeuw ontstond er ook cichoreiteelt. Vanaf 1891 verzorgden de Zusters van 't Gelove uit Tielt het onderwijs en vestigden zich in een klooster, dat in 1990 werd verlaten.
In 1996 verscheen de grondige dorpsgeschiedenis Markegem, het vermaakelyk dorp , zoals het in 1735 genoemd werd in de Vlaamse vertaling van Sanderus' bekende Flandria Illustrata (1641). 

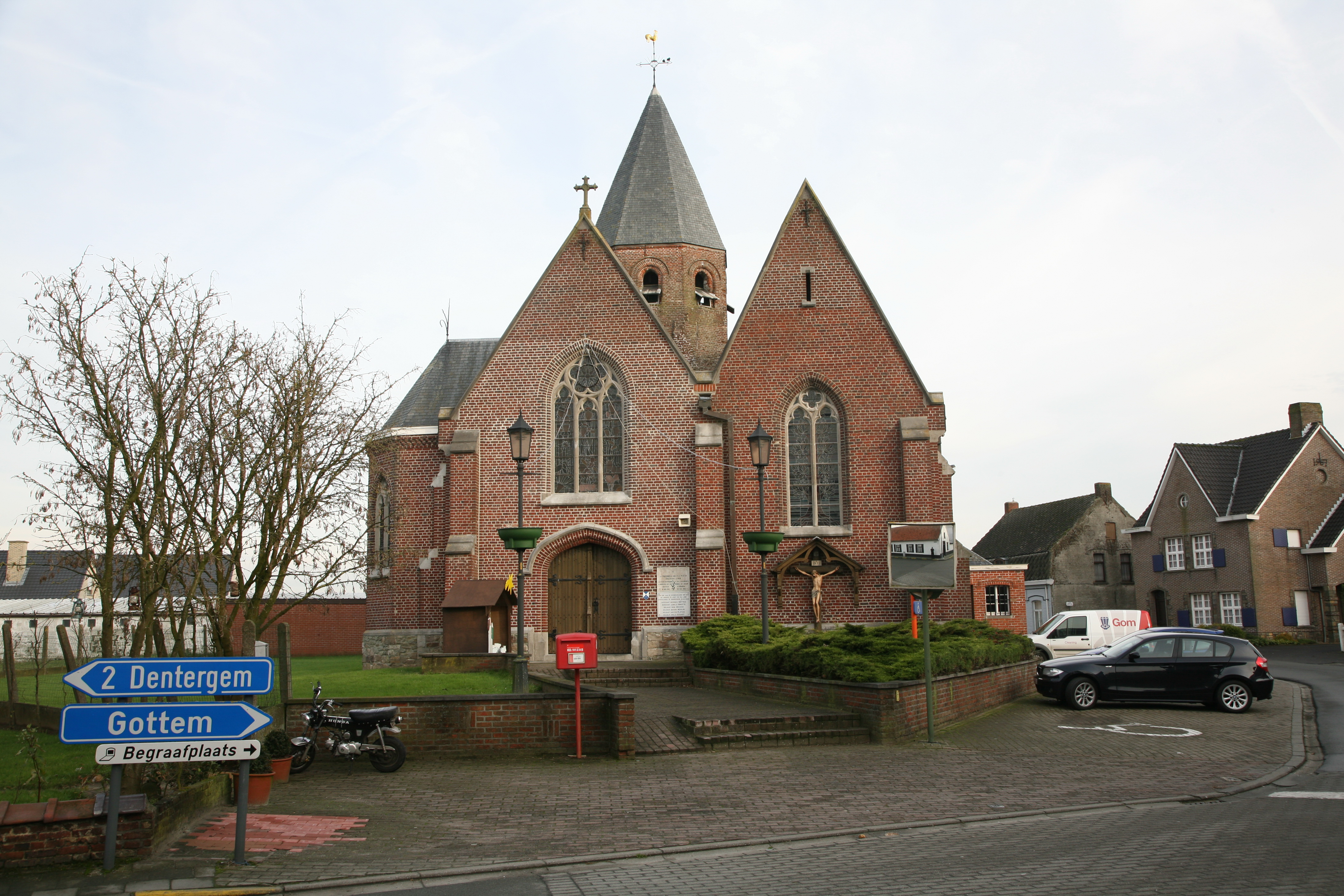
Kerk van Markegem

## Demografische ontwikkeling
- Bronnen:NIS, Opm:1831 tot en met 1970=volkstellingen; 1976 = inwoneraantal op 31 december

## Bezienswaardigheden
- De Sint-Amandus en Sint-Luciakerk. Vroeggotische parochiekerk met achthoekige romaanse toren tussen koor en schip van de noordbeuk (toren beschermd bij K.B. van 19/04/1937).[2]
- Omwalde hoeve Goed Ter Hoyen.[3]

## Natuur en landschap
Markegem ligt in Zandlemig Vlaanderen op een hoogte van 12-18 meter. In het noordwesten loopt de Oude Mandelbeek, een vroegere arm van de Leie. Deze komt ten westen van de dorpskom uit in de Mandel, welke naar de Leie stroomt. Ten oosten van de dorpskom ligt een stelsel van kleine beken dat naar het noordoosten afvloeit in de Leie.

## Folklore
Aan de kerk werd in 2011 een standbeeld van een uil onthuld. Het verwijst naar de bijnaam van Markegem, Uilengemeente, en de legende van Uilegem.
De legende gaat ongeveer als volgt: De pastoor begroef zijn geld op een plaats en schreef daarboven: hier woont een uil. De nieuwsgierige koster ging daar eens kijken, trof het geld aan en nam het mee, nadat hij in het zand geschreven had: hier woont geen uil meer. Uiteindelijk schreef de pastoor: hier zal nooit meer een uil wonen.

## Burgemeesters
De burgemeesters van Markegem waren
- 1819 - 1823: Joannes Andries Lauwers
- 1823 - 1830: Andries Constantinus Coucke
- 1830 - 1845: Pieter-Franciscus Van Melle
- 1846 - 1888: Charles-Louis Van Melle
- 1888 - 1899: Karel Bovijn
- 1900 - 1904: Constant Van Wambeke
- 1905 - 1919: Frederic Beyls
- 1919 - 1921: Theophiel De Coninck
- 1921 - 1932: Constant Vanmelle
- 1933 - 1938: Conrard Vanderheeren
- 1939 - 1964: Jules Vanlerberghe
- 1965 - 1976: Henry-Leon Van Lancker

## Evenementen
- In Markegem vinden jaarlijks de Uilefeesten plaats.
- Ook wordt er jaarlijks de Leffeloop georganiseerd.

## Bekende Markegemnaren
- Frans Goethals, Belgisch volksvertegenwoordiger
- Constant Vandemoortele, oprichter van de  Vandemoortele groep

## Nabijgelegen kernen
Dentergem, Wakken, Oeselgem, Oostrozebeke, Tielt, Gottem